# Tiumen
Tiumen (* 4. března 2001, Moszna, Polsko) je dostihový kůň. Tento anglický plnokrevník, hnědák, valach je trojnásobný vítěz Velké pardubické s žokejem Josefem Váňou, jenž je i jeho trenérem. Majitel Tiumena je Ivo Köhler, působí ve stáji Köi Dent. Na steeplechase má celkem 16 startů a 5 vítězství se ziskem 6 189 540 Kč.

## Kariéra
Narodil se v polské Moszně 4. března 2001. Mateřským otcem Tiumena je Demon Club, syn Masisovy dcery Demony, která zvítězila v polském Derby, St. Leger a také dvakrát ve Velké varšavské ceně, sám Masis byl nejlepším plemeníkem z domácí české produkce v celé historii a matka Toskanella. Tiumen v mládí pobýval u trenérky Lenky Horákové. Jako tříletý se nejlépe umístil na mostecké dráze v dostihu III. kategorie, kde obsadil 4. místo. Posléze přešel k trenérovi Josefu Váňovi. Tam startoval na rovině, kde se nejlépe umístil v dostihu III. kategorie na třetím místě.
Pod žokejem Bartošem zvítězil v dostihu přes proutěné překážky. Pod stejným jezdcem zvítězil těsně o měsíc později v Meranu, když porazil Halling Boye, pozdějšího vítěze Gran Premia Merano. Další sezónu startoval pouze dvakrát s jezdcem Bartošem, závodil v proutěnkách a ve steeplechase v Kolesách, kde obsadil druhé místo za Whinnys. O rok později startoval pouze třikrát. První závod kros III. kategorie začátkem května v Pardubicích nedokončil. O necelý měsíc později zde však pod stejným jezdcem obsadil třetí místo v těžkém cross country II. kategorie. Třetí místo obsadil i v červenci v Meranu. 
Sezónu 2009 uzavřel nečekaným vítězstvím 119. ročníku Velké pardubické v sedle s Josefem Váňou, když porazil největší favority.
Ve 120. ročníku Velké pardubické obhájil vítězství, těsně před druhým Amant Grisem. Žokej Váňa tak vyhrál již posedmé Velkou Pardubickou a podruhé s Tiumenem. V cílové rovince však došlo ke spornému momentu mezi těmito jezdci. Stáj Amanta Grise se chtěla odvolat proti výsledkům, ale nestalo se tak.
Hattrick zaznamenal Tiumen při 121. ročníku Velké pardubické opět s žokejem Josefem Váňou. Dramatický závod Tiumen vyhrál i přesto, že málem upadl na Taxisově příkopu a v cíli jen těsně porazil Sixteen.